# Mount Geissel
Mount Geissel ist ein 1420 m hoher Berg im westantarktischen Ellsworthland. In den Independence Hills der Heritage Range im Ellsworthgebirge ragt er 5 km südlich des Mount Simmons auf.
Das Advisory Committee on Antarctic Names benannte den Berg 1966 nach Robert H. Geissel (* 1940), einem Geomagnetiker und Seismologen des United States Antarctic Program auf der US-amerikanischen Plateau-Station im Jahr 1966.